# Eppu Normaali
Eppu Normaali é uma das bandas de rock mais populares da Finlândia. A banda foi formada em 1976 em Ylöjärvi, uma pequena cidade perto de Tampere. A banda é o artista de música mais vendido na Finlândia, com vendas certificadas de quase dois milhões de discos, e também obteve sucesso, especialmente no uso da língua finlandesa nas letras de rock. Além de seus álbuns de estúdio, Eppu Normaali também lançou discos ao vivo, DVDs e mais de 20 singles.
As músicas mais famosas de Eppu Normaali incluem "Vuonna '85" (no ano de 85), "Kitara, taivas ja tähdet" (A guitarra, o céu e as estrelas), "Murheellisten laulujen maa" (terra das canções tristes) "Pimeyden tango"(Tango das trevas), "Suolaista sadetta" (chuva salgada) e "Tahroja paperilla" (manchas no papel).

## História
Os membros da banda original eram Juha Torvinen (guitarra), Mikko Saarela (baixo), Aku Syrjä (bateria) e os irmãos Martti Syrjä (vocal) e Mikko "Pantse" Syrjä (guitarra). (Os irmãos são filhos dos escritores talentosos Kirsi Kunnas e Jaakko Syrjä). Em 1979, o baixista Mikko Saarela deixou a banda, e Mikko Nevalainen tocou baixo com Eppu Normaali até 1989. O atual baixista é Sami Ruusukallio.
A banda recebeu o nome de um personagem do filme do Mel Brooks, O Jovem Frankenstein, e o legendador traduziu o nome do personagem Abby Normal (anormal) para o equivalente finlandês Eppu Normaali (epänormaali, aproximadamente "anormal"; um equivalente finlandês do original para brincar com as palavras).

## Discografia

### Álbuns de estúdio
- 1978: Aknepop (Acne pop)
- 1979: Maximum Jee&Jee

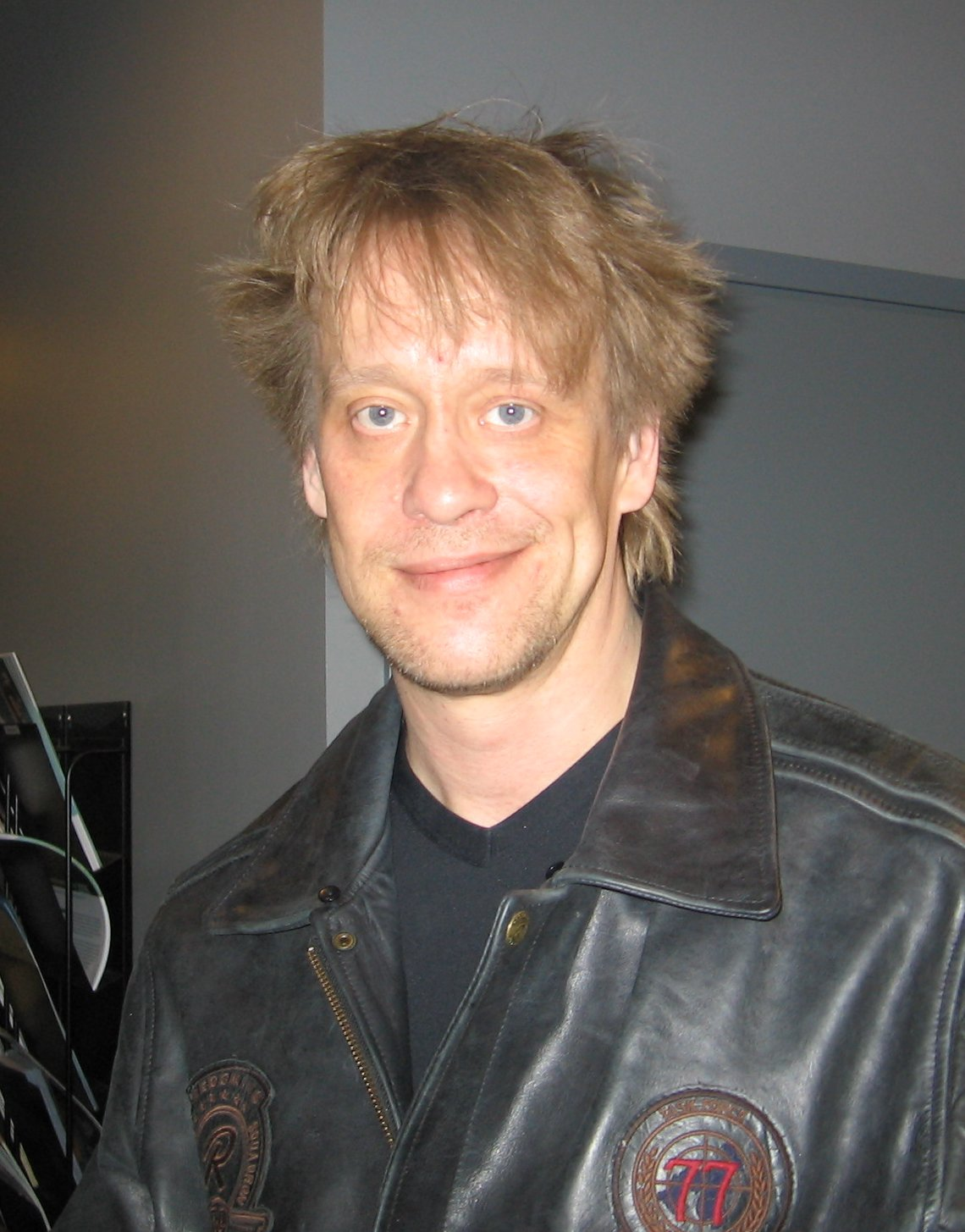
Martti Syrjä, é o vocalista e membro fundador da banda.

- 1980: Akun tehdas (Fábrica da Aku)
- 1981: Cocktail Bar - Musiikkia Rantalasta (Cocktail Bar - Música de Rantala)
- 1982: Tie vie (A estrada leva)
- 1983: Aku ja köyhät pojat (Aku e os meninos pobres)
- 1984: Rupisia riimejä karmeita tarinoita (Rimas escabrosas e histórias assustadoras)
- 1985: Kahdeksas ihme (Oitava Maravilha)
- 1986: Valkoinen kupla (Bolha branca)
- 1988: Imperiumin vastaisku (O império Contra-Ataca)
- 1990: Historian suurmiehiä (Grandes homens da história)
- 1993: Studio Etana (Caracol de estúdio)
- 2004: Sadan vuoden päästäkin (Mesmo depois de cem anos)
- 2007: Syvään päähän (Para o fundo do poço)
- 2011: Mutala (2011)
- 2012: Mutala, Pure Audio Blu-ray (2012)